# Estrada das Laranjeiras
A Estrada das Laranjeiras é um arruamento em Lisboa que vai da Avenida dos Combatentes até à Estrada da Luz e tem o seu topónimo nascido da Quinta das Laranjeiras.

## Património
- Edifício na Quinta das Rosas
- Palácio do Conde de Farrobo e Jardins (conjunto intramuros)
- Quinta de Milflores (sede da Embaixada do Brasil em Lisboa)
- Teatro Thalia‎